# Alessandro Pesenti-Rossi
Alessandro Pesenti-Rossi, född 31 augusti 1942 i Bergamo, är en italiensk racerförare.

## Racingkarriär
Pesenti-Rossi började tävla i formel 3 och formel 2. 
Säsongen 1976 körde han ett par formel 1-lopp för Scuderia Gulf Rondini. Hans bästa placering var en elfteplats i Österrike. Säsongen därefter återvände han till formel 2-racingen.

## F1-karriär
| Säsong | Stall/Tillverkare                    | Poäng | Placering |
| ------ | ------------------------------------ | ----- | --------- |
| 1976   | Scuderia Gulf Rondini (Tyrrell-Ford) | 0     | –         |